# Ș
Ș este a douăzeci și treia literă din alfabetul limbii române. În limba română notează o consoană fricativă postalveolară surdă cu simbolul fonetic [ʃ]. Alături de litera Ț ea a fost introdusă în grafia limbii române de către Petru Maior, în lucrarea Orthographia romana sive latino-valachica una cum clavi, în 1819.
Această literă nu exista în alfabetul latin, sunetul ei trebuind, acolo unde era cazul, să fie marcat prin litera greacă Σ (σ sau ς), ceea ce a dus la concluzia că litera sigma ar fi fost pronunțată de către greci foarte apropiat de ș.

## Aspect
Din punct de vedere grafic forma corectă este cea a unei litere S cu un semn diacritic în formă de virgulă așezat dedesubt (◌̦): Ș, ș. Termenul folosit în Unicode pentru descrierea acestei litere este „litera S cu virgulă dedesubt”. Lucrările românești, atât vechi cât și recente, dau acestui semn diacritic denumirea de sedilă, dar în anul 2003 un consiliu științific al Institutului de Lingvistică al Academiei Române a stabilit că semnul corect este virgula, nu sedila.
Acest semn diacritic se folosește exclusiv în limba română. Totuși, pentru că multe sisteme nu pot afișa corect litera S cu virgulă, ea se înlocuiește adesea cu litera S cu sedilă, Ş sau ş. Litera S cu sedilă este de fapt proprie unor limbi precum turca.
Unicode:

Ș: U+0218 

ș: U+0219